# Rhenium
Rhenium är ett metalliskt grundämne som har kemiskt tecken Re och atomnumret 75. Rhenium är ganska sällsynt men erhålls ur slaggprodukter från molybden-framställning. Inom kemin räknas rhenium som en ädelmetall.

## Egenskaper
Rent rhenium är en hård, ljusgrå, glänsande metall som liknar platina. I kompaktform angrips den av luftens syre först vid temperaturer över 1 000 °C. I finfördelad form oxideras den redan vid rumstemperatur i luft.
Rhenium har den näst högsta kokpunkten (5 627 °C) av alla grundämnen efter volfram (5 927 °C). Rhenium har även den tredje högsta smältpunkten (3 186 °C) efter kol (3 422 °C) och volfram (3 407°C).

## Historia
Walter Noddack och Ida Tacke (blivande makarna Noddack) började år 1922 leta efter grundämnena nummer 43 (teknetium) och 75 (rhenium). Makarna Noddack utvann 1 mg oxid av det de trodde var grundämne nummer 75 ur platinamalm, och genom röntgenemissionspektroskopi hittade man linjer som tillhörde grundämne nummer 75. Sedan offentliggjorde makarna Noddack upptäckten av grundämne nummer 75 och kallade det rhenium efter landskapet Rhenlandet. År 1929 upptäckte man att rhenium fanns i en halt av 2–4 mg per kg i molybdenglans och därför kunde utvinnas ur slaggprodukter vid molybdenframställning.

## Användning
Det produceras cirka 20 ton rhenium per år (1995). Så stor mängd förbrukas dock inte, därmed läggs stora delar av produktionen i lager. Rhenium används främst i högtemperaturlegeringar till jetmotorer, raketdysor och liknande. Tillsammans med platina används det i bilkatalysatorer för att bli av med kväveoxider, kolmonoxid och aromatiska kolväten från avgaserna. På grund av rheniums höga temperaturbeständighet, elasticitet och mekaniska hållfasthet används det dessutom i termoelement, elektronrör, elektriska kontakter, glödtrådar, m. m.

## Förekomst
Rhenium finns i en medelhalt i jordskorpan av 4×10-4 ppm och i haven av 4×10-6. Rhenium förekommer vanligast tillsammans med molybden men även i platinamalm, columbit och gadolinit.

## Framställning
Rhenium framställs ur molybdenglans genom rostning av sulfiderna då molybden(VI)oxid (MoO3) och rhenium(VII)oxid (Re2O7) bildas. Sedan hettas oxidblandningen upp till 625 °C och sedan avgår rheniumoxiden som ånga och samlas upp.